# Black History Month
Black History Month  (BHM) is een jaarlijkse herdenking van sleutelfiguren en belangrijke gebeurtenissen in de geschiedenis van de Afrikaanse diaspora.

## Noord-Amerika
De Black History Month wordt sinds 1976 elk jaar in februari gevierd in de Verenigde Staten en Canada.
De BHM ook bekend als "Afro-American History Month" werd voorafgegaan door de 'Negro History Week' , die werd gevierd in de tweede week van februari. Deze viering van de "zwarte" geschiedenis in de Verenigde Staten werd in 1926 geïnitieerd door de Amerikaanse historicus, Carter G. Woodson, die hiermee het grote publiek wilde wijzen op de bijdrage die Afro-Amerikanen hebben geleverd aan de geschiedenis van het land. Woodson koos februari omdat Abraham Lincoln, Frederick Douglass en Langston Hughes deze maand werden geboren. Voor de invoering van Black History Month werd de geschiedenis en tradities van de zwarte bevolking nauwelijks behandeld in geschiedenisboeken. De weergave van zwarte mensen in geschiedenisboeken bleef ook beperkt tot hun lage sociale status.
De BHM blijft echter een controversieel evenement. Veel radicale / nationalistische "zwarte" groepen, zoals de Nation of Islam, hebben de Black History Month bekritiseerd.

## Europa

### Duitsland
In Duitsland wordt Black History Month sinds het begin van de jaren negentig in verschillende steden in februari gevierd.

### Verenigd Koninkrijk en Ierland
In het Verenigd Koninkrijk en Ierland wordt Black History Month in oktober gevierd.

### Nederland
Rond 2010 werd in Nederland Black History Month gevierd. Deze viering werd georganiseerd door de Association of Students of African Heritage (ASAH, vertaald: Vereniging van Studenten van Afrikaanse Afkomst) in samenwerking met Nationaal Instituut Nederlands Slavernijverleden en erfenis (NiNsee). Sinds 2016 wordt de daaruit voortgekomen Black Achievement Month (BAM) jaarlijks in oktober door NiNsee georganiseerd. In Black Achievement Month vinden allerlei activiteiten plaats, waaronder debatten, exposities, literatuurcollecties, workshops, spoken word- theater-, dans-, muziek- en filmvoorstellingen. Gekoppeld aan BAM is ook de uitreiking van de Black Achievement Awards.

### België
In België wordt sinds 2018 Black History Month Belgium gevierd en dit in de maand maart.